# دیدگاه مسیحیان در مورد هادس

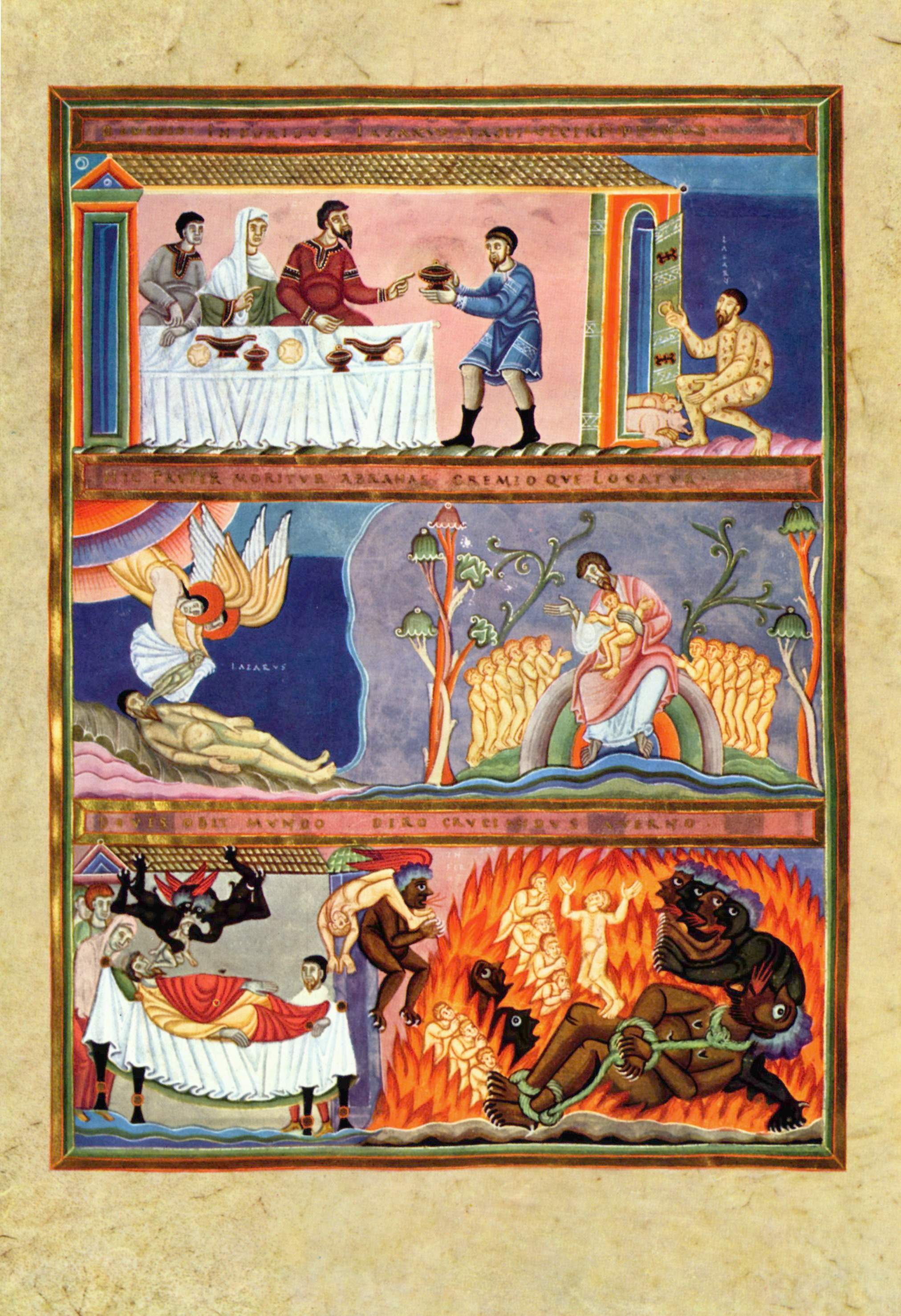
لازاروس و مرد ثروتمند تذهیب از اشترناخ.

دیدگاه مسیحیان در مورد هادس (انگلیسی: Christian views on Hades) بر اساس فرقه‌های مختلف مسیحی، هادس «محل ارواح درگذشته یا دنیای مردگان» است، که نام هادس، خدای یونانی عالم اموات را به عاریت گرفته‌است. اغلب با مفهوم یهودی شئول همراه است.

## دیدگاه مسیحیت اولیه
ترتولیان (حدود ۱۶۰ - حدود ۲۲۵)، که فقط برای شهدای مسیحی استثنا قائل شد، استدلال می‌کرد که ارواح مردگان ابتدا به زیرِ زمین فرومی‌روند و فقط در پایان جهان به آسمان (بهشت) بالا خواهند رفت:
شما باید هادس را یک منطقه زیرزمینی فرض کنید، و کسانی را که بیش از آن مغرورند که باور کنند ارواح مؤمنان سزاوار جایگاهی در نواحی پایین‌تر هستند را در کنار هم نگه دارید… در واقع، روح چگونه می‌تواند بالا برود. بهشت، جایی که مسیح از قبل در دست راست پدر نشسته‌است، در حالی که هنوز صدای شیپور فرشته به فرمان خدا شنیده نشده‌است، در حالی که هنوز کسانی که آمدن خداوند آنها را بر روی زمین خواهد یافت، دستگیر نشده‌اند. در هوا برای ملاقات با او در هنگام آمدن او، همراه با مردگان در مسیح، چه کسی اولین کسی است که برخیزد؟ … تنها کلید باز کردن قفل بهشت، خون زندگی شماست.